# Mistrzostwa Europy w Wioślarstwie 2010 – dwójka ze sternikiem mężczyzn
Dwójka ze sternikiem (M2+) – konkurencja rozgrywana podczas Mistrzostw Europy w Wioślarstwie 2010 w Montemor-o-Velho między 10 a 12 września.

## Harmonogram konkurencji
| Wydarzenie               | Runda |
| ------------------------ | ----- |
| Sobota, 11 września 2010 | Finał |

## Medaliści
| Złoto                                                             | Srebro                                                 | Brąz                                                       |
| Białoruś · Wadzim Lalin · Alaksandr Kazubouski · Piotr Piatrynicz | Włochy · Simone Ponti · Mario Palmisano · Andrea Lenzi | Czechy · Jakub Houška · Jakub Makovička · Oldřich Hejdušek |

## Finał
| Miejsce | Zawodnik                                           | Kraj     | Czas    | Uwagi |
| ------- | -------------------------------------------------- | -------- | ------- | ----- |
|         | Wadzim Lalin Alaksandr Kazubouski Piotr Piatrynicz | Białoruś | 7:45,50 |       |
|         | Simone Ponti Mario Palmisano Andrea Lenzi          | Włochy   | 7:48,79 |       |
|         | Jakub Houška Jakub Makovička Oldřich Hejdušek      | Czechy   | 7:53,44 |       |